# Sue Platt
Sue Platt (eigentlich Susan Mary Platt; * 4. Oktober 1940 im London Borough of Barnet) ist eine ehemalige britische Speerwerferin und Kugelstoßerin.
1958 wurde sie für England startend bei den British Empire and Commonwealth Games in Cardiff Vierte im Speerwurf. In derselben Disziplin wurde sie bei den Olympischen Spielen 1960 in Rom Siebte.
1962 schied sie im Speerwurf der Leichtathletik-Europameisterschaften in Belgrad in der Qualifikation aus. Bei den British Empire and Commonwealth Games in Perth siegte sie im Speerwurf und wurde Achte im Kugelstoßen.
Jeweils im Speerwurf wurde sie Neunte bei den Olympischen Spielen 1964 in Tokio, Sechste bei den British Empire and Commonwealth Games 1966 in Kingston und kam bei Olympischen Spielen 1968 in Mexiko-Stadt auf den 15. Platz.
Achtmal wurde sie Englische Meisterin im Speerwurf (1959–1962, 1966–1969).

## Persönliche Bestleistungen
- Kugelstoßen: 12,00 m,	1959
- Speerwurf: 55,60 m, 15. Juni 1968, London